# Rechenzentrum Potsdam

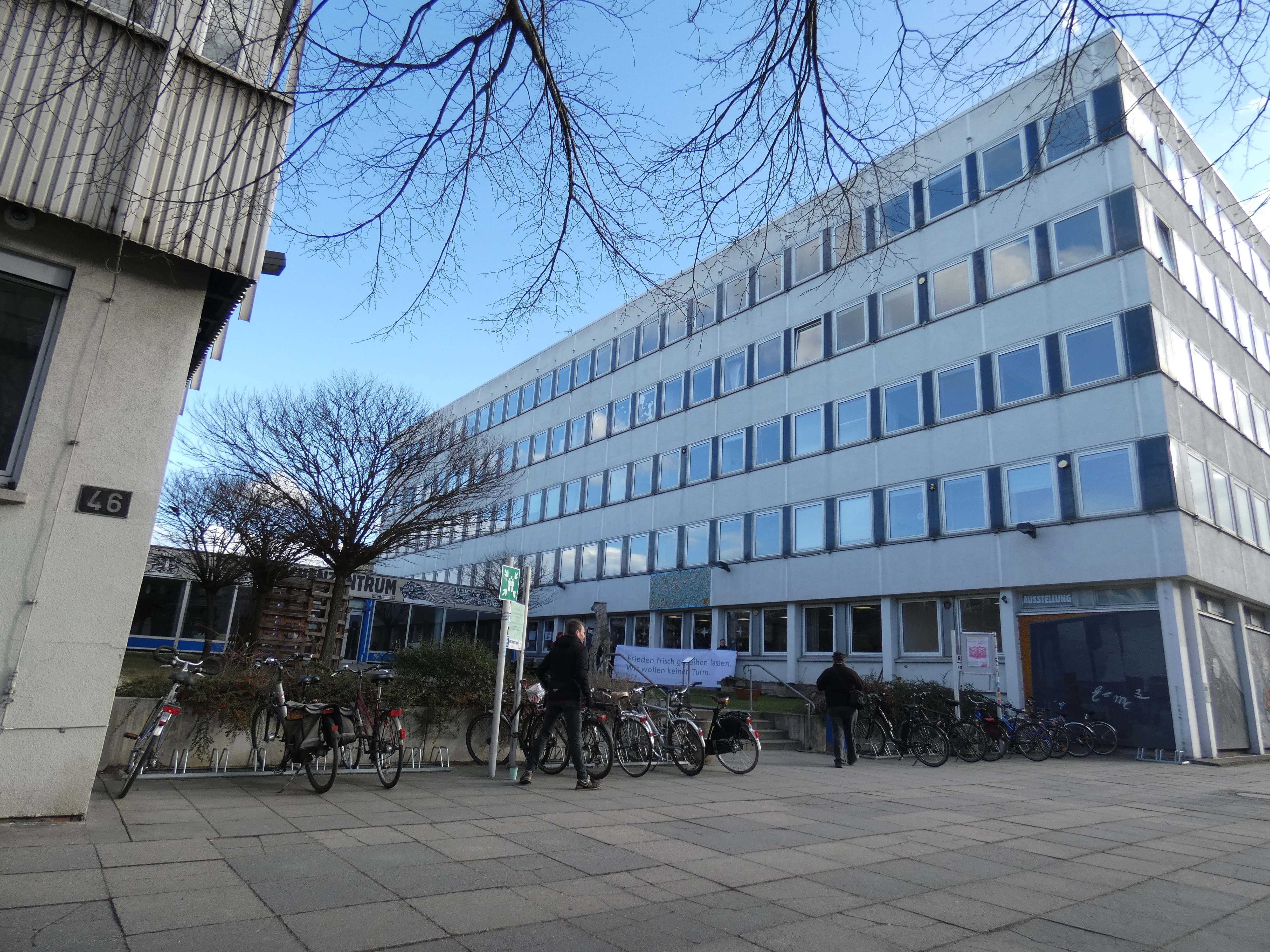
Rechenzentrum Potsdam, Ansicht von der Dortustraße

Das Rechenzentrum Potsdam (RZ) ist ein Gebäudeensemble in der Innenstadt von Potsdam, das 1969 bis 1971 nach Plänen des Architekturkollektivs Sepp Weber für den Volkseigenen Betrieb (VEB) Maschinelles Rechnen als Datenverarbeitungszentrum des Bezirkes Potsdam errichtet wurde. Nach der politischen Wende in der DDR wurde der gesamte Komplex von der ARAG erworben und unter anderem vom brandenburgischen Landesamt für Statistik genutzt. Das Funktionsgebäude, in dem die Verwaltung des Betriebs untergebracht war, ist als einziges nach dem erfolgten Teilabriss zwischen 2010 und 2019 erhalten geblieben; es wird seit 2015 als Kunst- und Kreativhaus genutzt. Bereits 2010 wurde der eingeschossige Sozialbau (Kantine) abgerissen, 2019 auch das zweigeschossige Produktionsgebäude (Serverhalle) und zu Teilen auch der Verbinder zwischen Produktionsgebäude und Verwaltungsgebäude.

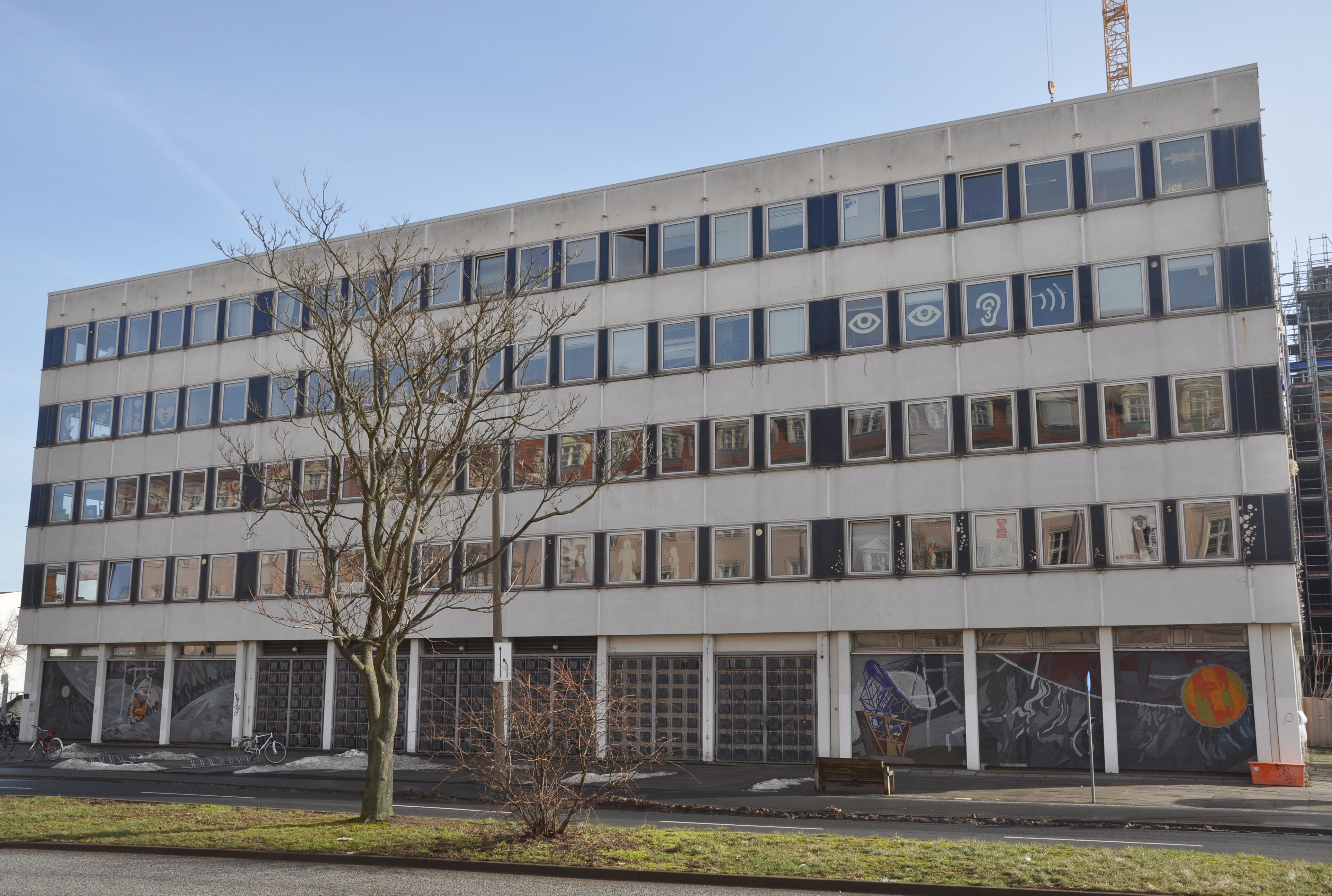
Rechenzentrum Potsdam, Westseite, Ansicht von der Dortustraße

## Lage und Baubeschreibung

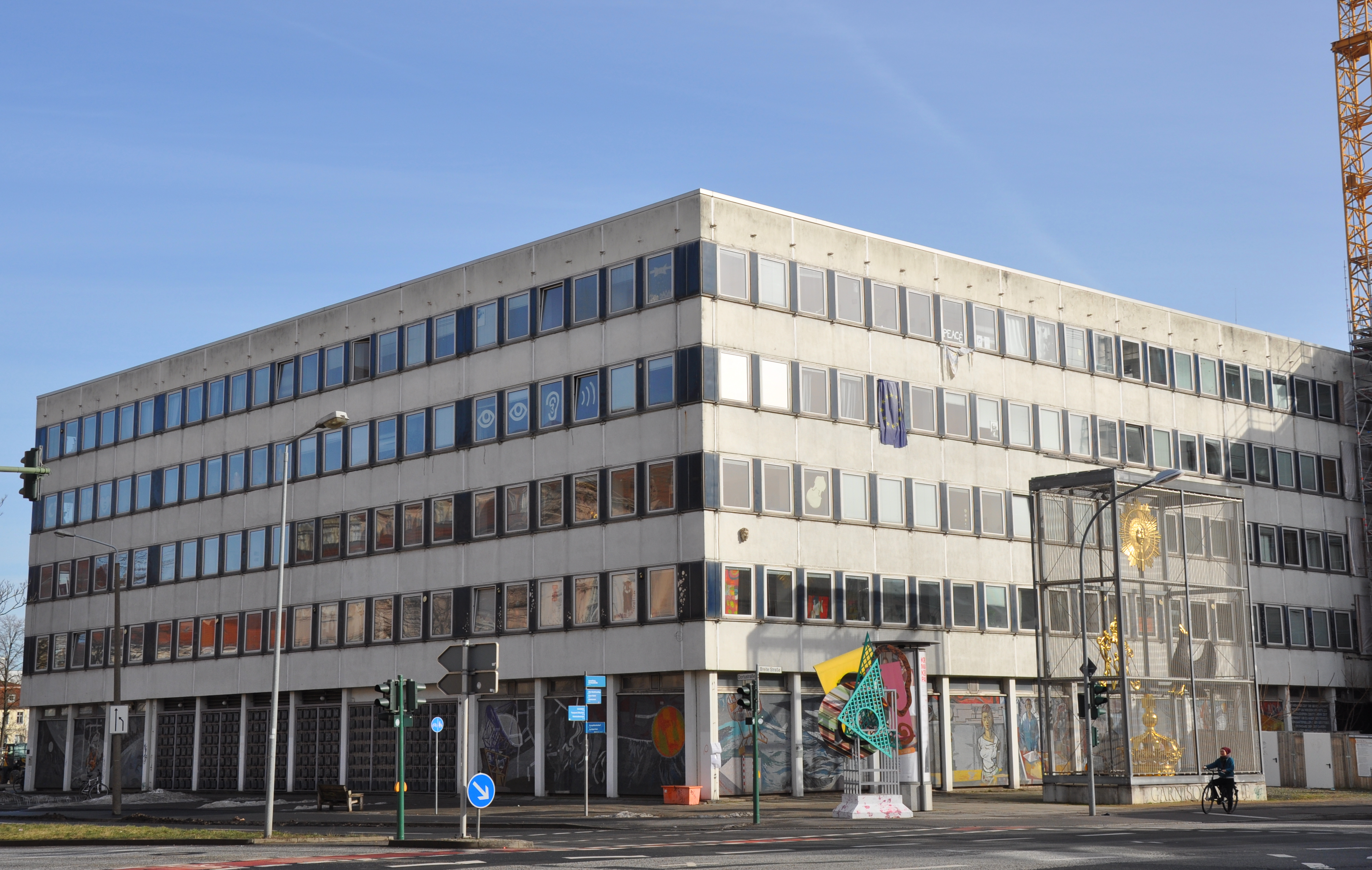
Rechenzentrum Potsdam, West- und Südseite

Das ursprünglich für den Standort Rehbrücke geplante Datenverarbeitungszentrum wurde 1969–1971 nach Entwurf und Planung des Kollektivs Sepp Weber in der Potsdamer Innenstadt an der Kreuzung Dortustraße / Breite Straße gegenüber dem wiederaufgebauten Militärwaisenhaus errichtet. Im Norden steht es zu Teilen auf der ehemaligen Plantage und im Osten zu Teilen über den Fundamenten der 1968 gesprengten Garnisonkirche.
Das Gebäude bildete als Ensemble eine neue städtebauliche Struktur aus, wobei klare Bezüge zur historischen Bebauung vorhanden waren. Der Sozialtrakt bildete einen Vorplatz zur Prunkfassade des Langen Stalls im Osten aus. Der Eingangsbereich des Rechenzentrums stand in der Achse des wiederaufgebauten Portals des Großen Militärwaisenhauses. Das ursprüngliche Ensemble setzte sich aus dem fünfgeschossigen Verwaltungsbau, der zweigeschossigen Rechnerhalle und der eingeschossigen Kantine zusammen. Eingefasst wurde das Gelände im Norden von einer Formsteinmauer.
Seit 2020 ist lediglich der Verwaltungsbau mit einem Teil des ehemaligen Verbinders zur Rechnerhalle erhalten. Er setzt sich aus vier Riegeln des Montagebautyps SK-Ost zu einem Rechteck zusammen und hat einen begrünten Innenhof. Der Technikbereich im EG ist an der Außenfassade im Süden und Westen mit einem 18-teiligen Mosaik und sechs Toren aus Emaille-Kacheln als Kunst am Bau verblendet. Ursprünglich hatte das Gebäude umlaufend über die gesamte Höhe der Außenfassade vertikale Lamellen als Schmuckelemente, ebenso wie die Rechnerhalle, welche Bezüge zu den barocken und klassizistischen Säulen und Pilastern repräsentativer Potsdamer Architekturen aufnahmen. Nach dem Entfernen der Lamellen und der Sanierung des Hauses in den 1990er Jahren ist die Fassade des Verwaltungsbaus stark verändert, in der Kubatur ist der Bau jedoch weiterhin erhalten. Heute fällt die horizontale Gliederung durch die umlaufenden Fensterbänder mit den blauen Glasverblendungen dominanter aus als geplant und bestimmt das Aussehen des Hauses. An der östlichen Ecke an der Breiten Straße wurde seit 2017 der Turm der 1945 und 1968 zerstörten Garnisonkirche mit einem Abstand von weniger als zwei Metern wiederaufgebaut. Diskutiert wird auch ein Neubau oder Wiederaufbau an Stelle des zerstörten Kirchenschiffs der Garnisonkirche.

## Geschichte
Grundlage der Errichtung des Rechenzentrum Potsdam waren Pläne der DDR-Regierung aus den späten 1950er Jahren im Rahmen des Wiederaufbaus der Wirtschaft und der nach sowjetischen Vorbild geplanten Digitalisierung des Landes. Grundlage bildete hierbei der Beschluss der Staatlichen Plankommission und der Ministerratsbeschluss „über die Bildung von Rechenzentren des VEB Maschinelles Rechnen in der Deutschen Demokratischen Republik“ aus dem Jahr 1958. Nachdem im September 1967 in Potsdam das Organisations- und Rechenzentrum (ORZ) eingeweiht wurde, welches für etwa 45 Betriebe des Bezirkes Potsdam Leistungen erbrachte, wurde dieses 1969 in den VEB Informationsverarbeitung Potsdam als einen Prototyp für die Einführung der elektronischen Datenverarbeitung in der gesamten bezirksgeleiteten Industrie der DDR umgewandelt, wobei dieser auf verschiedene Standorte in der Stadt verteilt war. Bereits im April 1968 wurde der neue Bauplatz eines notwendigen zentralen Rechenzentrum am ehemaligen Standort der Potsdamer Garnisonkirche beschlossen, obwohl der Bau zuvor in Potsdam Rehbrücke geplant war. In dem von 1969 bis 1971 errichteten Gebäude wurden insgesamt drei Elektronenrechner Robotron 300 inklusive Peripherie installiert. Bereits 1976 wurden diese um einen ESER-Computer EC 1040 ergänzt.

## Denkmalgeschützter Mosaikzyklus
An drei Sockelseiten des Gebäudes befindet sich der 1972 geschaffene, aus 18 Bildfeldern bestehende, ca. 60 m lange Mosaikzyklus „Der Mensch bezwingt den Kosmos“. Der Zyklus besteht aus 18 Bildtafeln von je circa 3,30 m × 3,00 m Größe (B/H). Mit dessen Gestaltung beauftragte der Rat der Stadt Potsdam 1969 den Künstler Fritz Eisel, der zu dieser Zeit in Potsdam lebte und an anderen künstlerischen Aufgabe der Stadt mitgewirkt hatte. Mit der Umsetzung von Eisels Entwürfen wurde die Ostberliner Firma für Glas- und Betonmalereien und Mosaike Dieter Schölzel beauftragt, die die Bilder in der Technik des Glasmosaiks ausführte. Für Architekturen der Nachkriegsmoderne sind solche Wandbilder im Kontext der Kunst am Bau durchaus charakteristisch und ein wichtiges Zeitzeugnis. Als Beispiel hierfür seien das ehemalige Kultur- und Freizeitzentrum in Erfurt Rieth sowie das Haus des Lehrers und das Café Moskau in Berlin genannt. Der Künstler beschreibt sein Werk als Auseinandersetzung „mit der elektronischen Datenverarbeitung zwischen der Einsteinschen Relativitätsformel E=mc² und dem Marxschen Gesetz von der Ökonomie der Zeit.“ Die Tafeln fassen in diesem Spektrum die Errungenschaften der Menschheit sowie die Stationen und Bestandteile der Raumfahrttechnik zusammen. Eisel nutzte für seine Darstellung einen halb-abstrakten, teilweise informelle Strukturen aufweisenden sozialistischen Realismus.

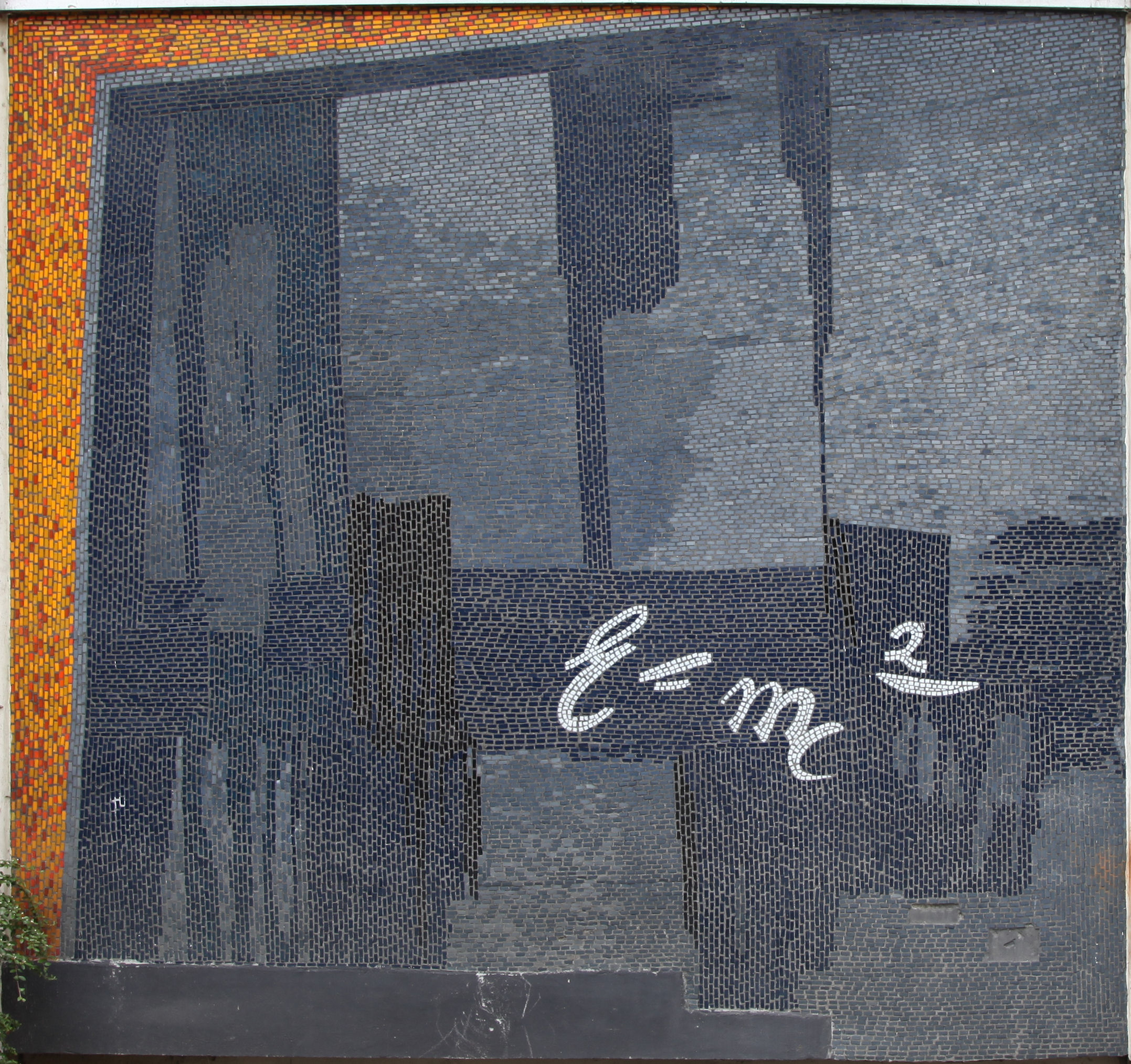
E = mc², Bildfeld des Mosaiks von Fritz Eisel am ehemaligen Rechenzentrum (Nordseite)
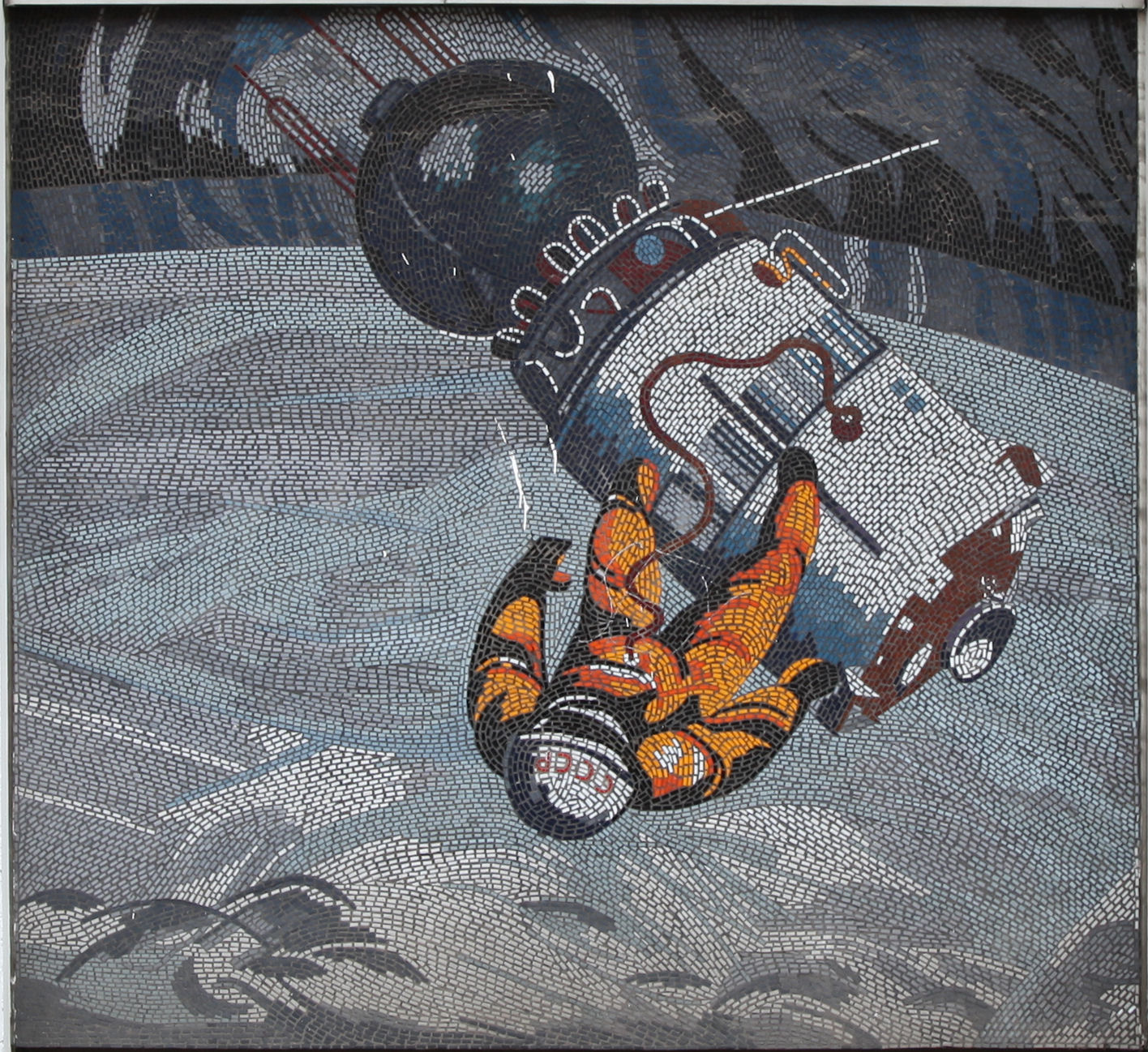
Wostok 1, Bildfeld des Mosaiks (Westseite)
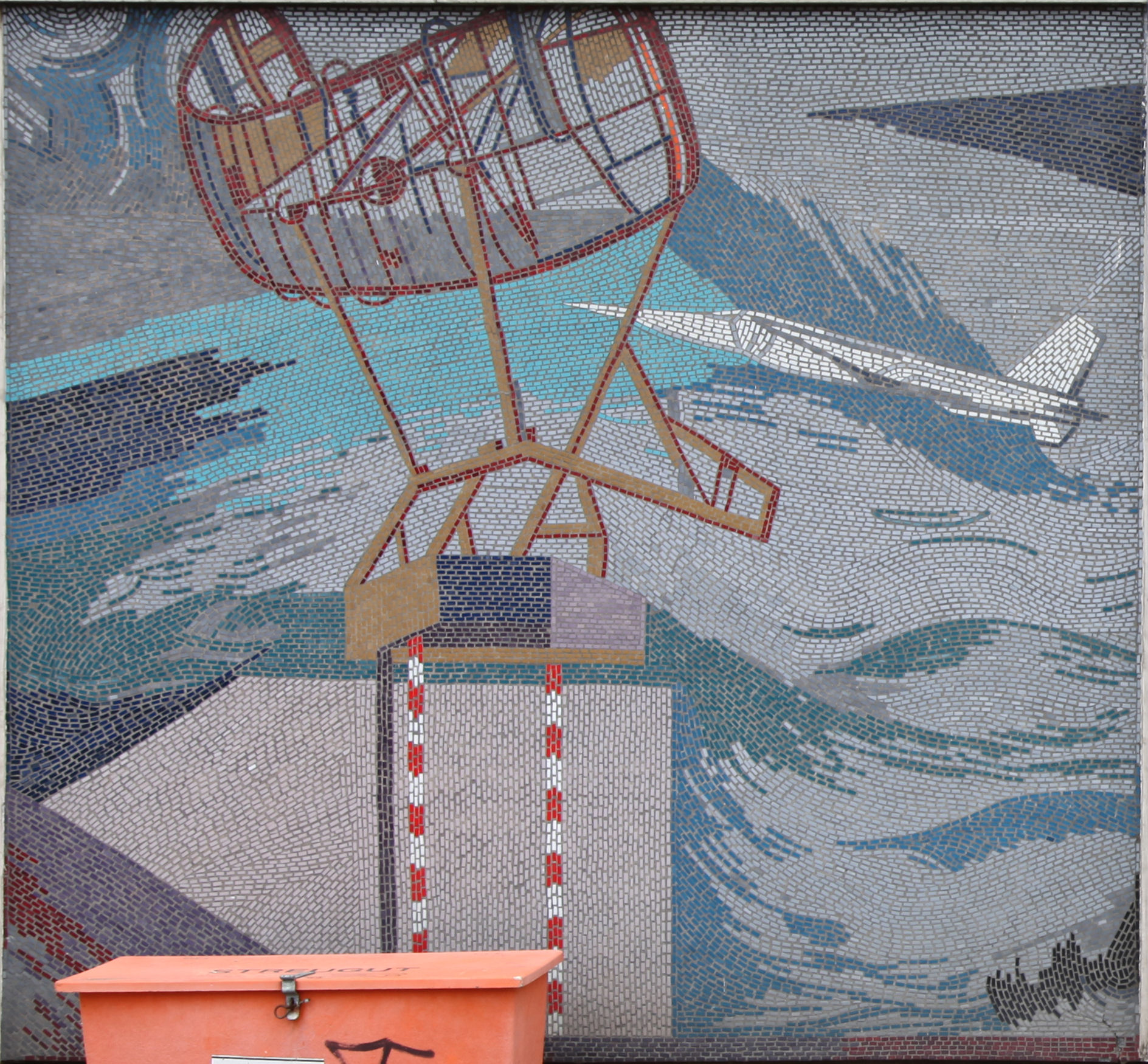
Radarstation, Bildfeld des Mosaiks (Südseite)
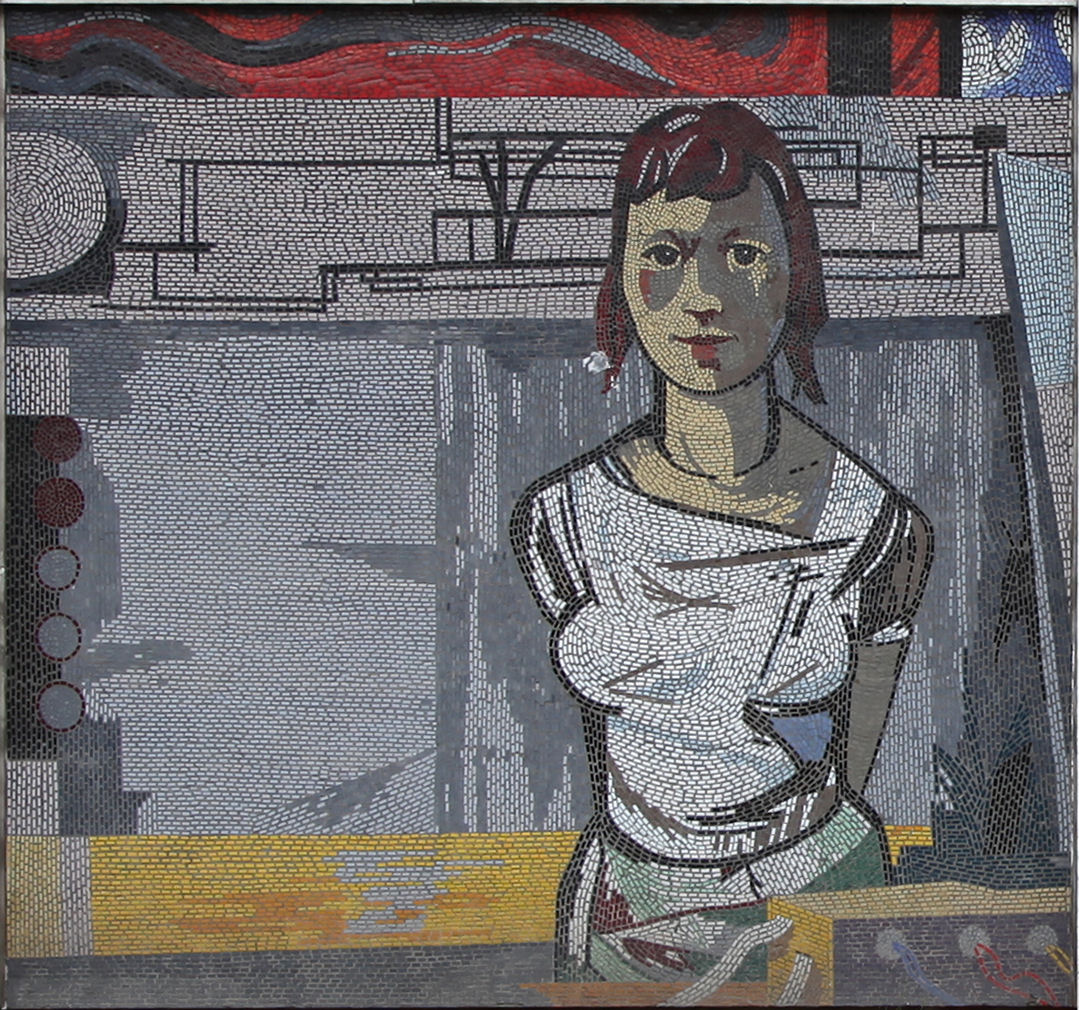
Arbeiterin, Bildfeld des Mosaiks (Südseite)
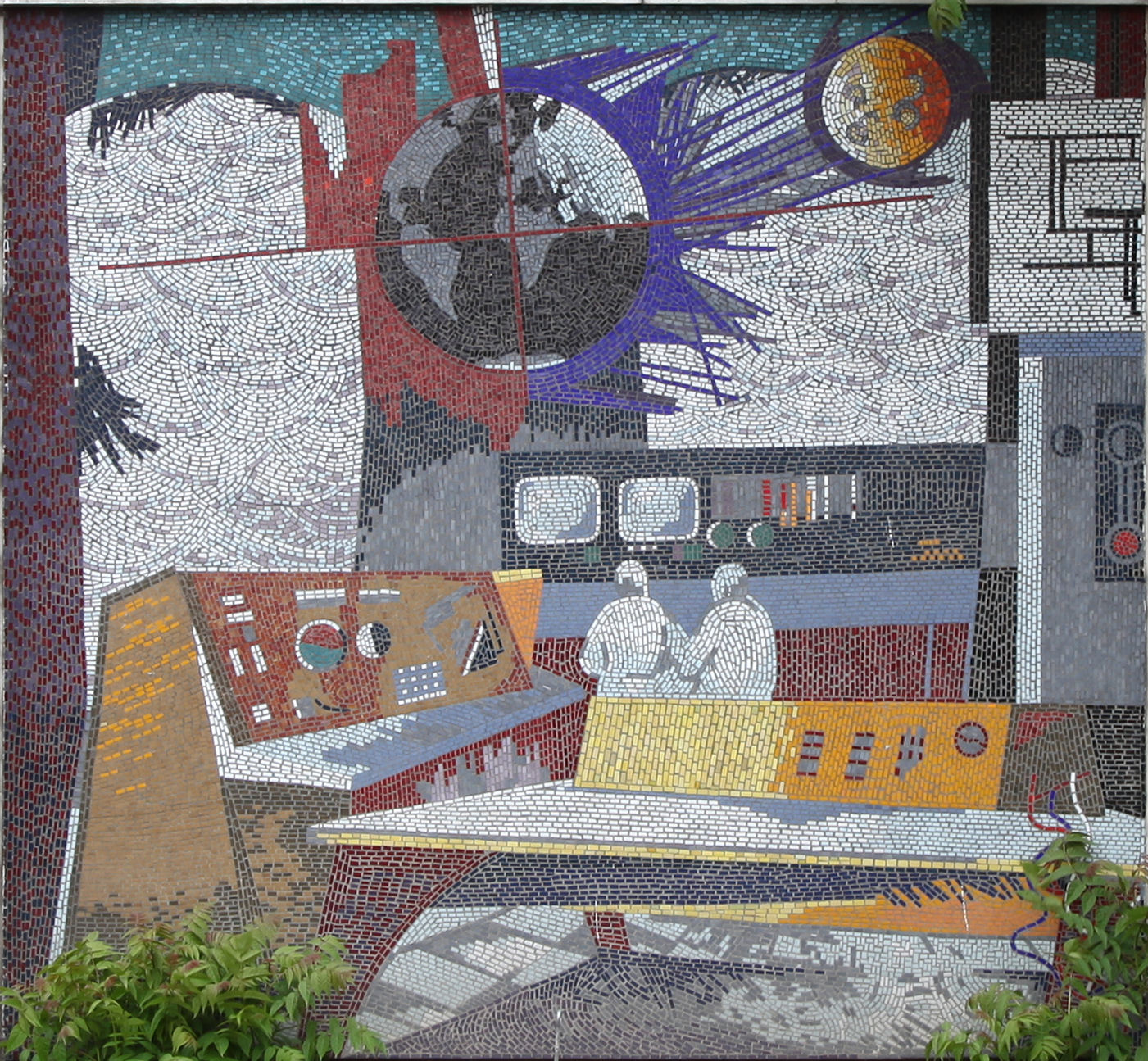
Rechenzentrum, Bildfeld des Mosaiks (Südseite)
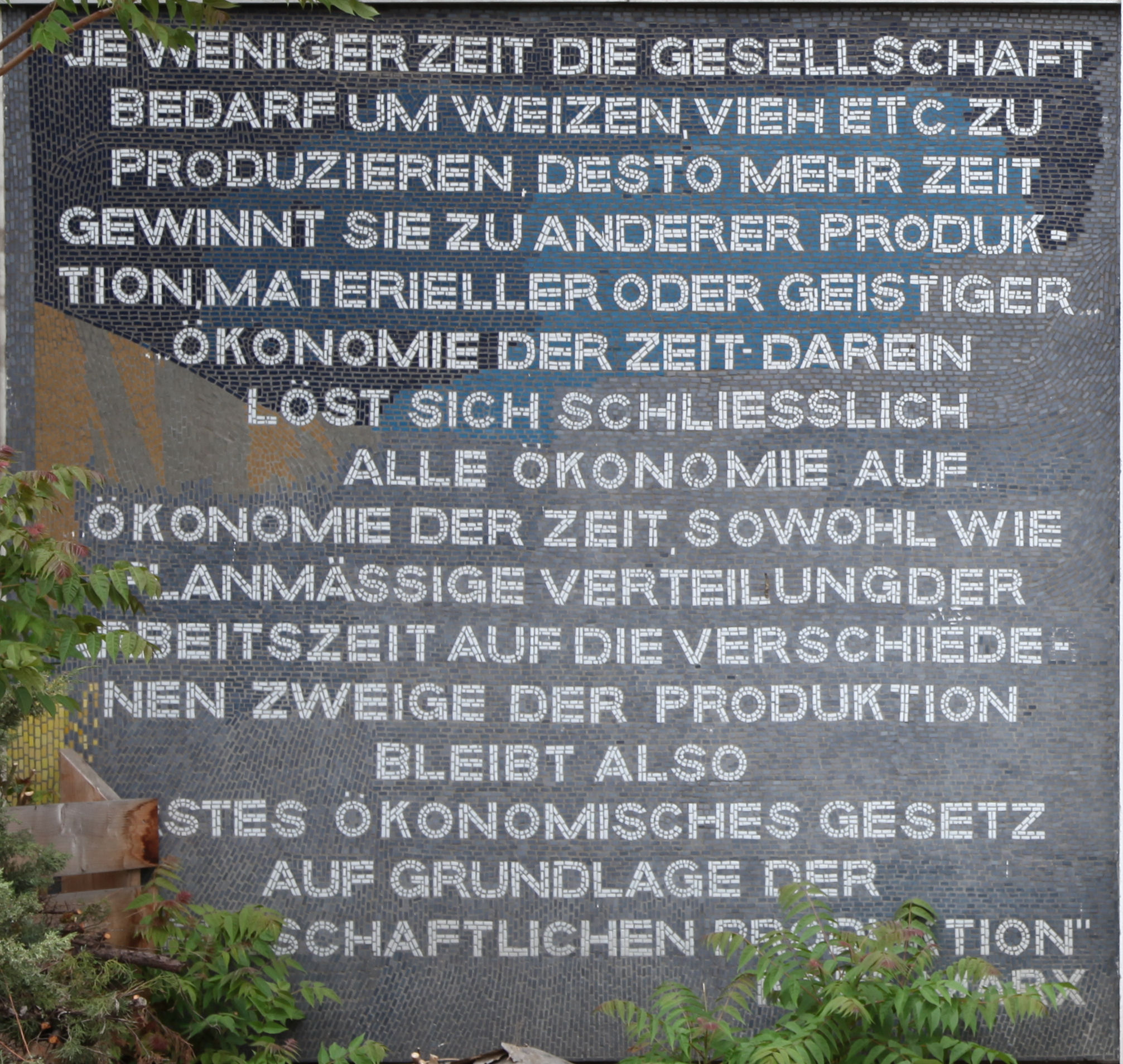
Marx-Zitat, Bildfeld des Mosaiks (Südseite)

Die Installation des Mosaiks am ehemaligen Standort der Garnisonkirche kann als programmatisch interpretiert werden: Das Mosaik huldigt dem weltlich-sozialistischen Fortschritt und liest sich so als eine Art Gegenprogramm zu Gott, aber auch dem überwundenen preußisch-deutschen Militarismus. Das Mosaik nimmt somit auf eine subtile Weise direkten Bezug auf die Geschichte des Ortes. In den Plänen der 1960er Jahre ist es noch vorgesehen, am Standort der Garnisonkirche, direkt auf der Kubatur des Glockenturmes, ein Haus der Wissenschaft zu errichten, was die Programmatik des späteren Bauvorhabens unterstreicht; ein Datenverarbeitungszentrum wurde (an diesem Standort) erst ab 1968 geplant.

## Denkmalstatus und Erhaltung
Der Mosaikzyklus wurde im Jahre 1977 unter Denkmalschutz gestellt, was dann nach der Deutschen Einheit 1991 nochmals bestätigt wurde. Obwohl das Mosaik selbst ein Denkmal ist, gilt dies nicht für das noch existierende Gebäude des Rechenzentrums. Nach Auffassung des Brandenburgischen Landesamtes für Denkmalpflege erfüllt dieses in seiner heutigen Form und seinem Zustand nicht die einschlägigen Denkmalkriterien; es zu erhalten sei aber wünschenswert. Wegen der großen räumlichen Nähe zum Rekonstruktionsbau der ehemaligen Garnisonkirche war in den Bebauungsplänen des Areals der Abriss des gesamten Gebäudes im Jahr 2023 vorgesehen. Auch baurechtliche Gründe wie Brandschutz wurden ins Feld geführt.
Sowohl das Gebäude als auch das Mosaik haben durch die heftigen Kontroversen um die Rekonstruktion der Garnisonkirche, aber auch durch das wachsende kunst- und architekturhistorische Interesse an der DDR-Moderne, eine neue Wertschätzung erfahren. Im Frühjahr 2020 fand im Potsdam Museum ein wissenschaftliches Symposium zum Bauensemble des Rechenzentrums und seiner Rezeption statt. Auch in einer Ringvorlesung der TU Wien wurden Rekonstruktion der Garnisonkirche und Erhaltung des Rechenzentrums diskutiert. Im Juli 2020 wurde durch die Mosaizistin Svenja Teichert das Mosaik durch Verkleben von Japanpapier und Glasfasernetzen gesichert.
Die Rekonstruktion der Potsdamer Garnisonkirche sowie der Erhalt des Rechenzentrums in direkter Nachbarschaft achte die kunsthistorische Bedeutung sowie den zeit- und ideologiegeschichtliche Wert auch den Kunsthistorikern Susanne König (FH Potsdam) und Martin Sabrow (ZZF Potsdam) deutlich. Das Gebäude solle erhalten bleiben, da die Bedeutung und der historische Bezug des Mosaiks nur im Zusammenhang mit dem Bauwerk konkret werde.
In Reaktion auf die jahrelangen Proteste gegen Rekonstruktion und Abriss sowie die gewachsene kunsthistorische Wertschätzung ist der weitgehende Erhalt des Rechenzentrums samt Mosaik beschlossen worden. Als Kompromiss schlug der Potsdamer Oberbürgermeister Mike Schubert vor, statt des Kirchenschiffs ein Gebäude für ein Haus der Demokratie zu errichten, das künftig im baulichen Verbund mit dem Rechenzentrum genutzt werden könnte. Geplant sind dort Sitzungsräume für die Stadtverordneten sowie zusätzlicher Raum für das Potsdam-Museum.
Ende Januar 2022 fand dieser Vorschlag nach kontroverser Debatte in der Potsdamer Stadtverordnetenversammlung eine Mehrheit. In der Folge sollen eine Machbarkeitsstudie sowie ein Architekturwettbewerb die künftige Gestalt des Areals konkretisieren. Das „bauliche Ensemble solle im Ganzen die historischen und stilistischen Brüche betonen“.

## Zwischennutzung
Seit 2015 wird das noch erhaltene ehemalige Verwaltungsgebäude des Rechenzentrums als Kunst- und Kreativhaus genutzt. Die Stadt Potsdam hatte im selben Jahre die Stiftung SPI (die auch den Potsdamer Lindenpark betreibt) mit dem Betrieb des Hauses beauftragt. Finanziert wird das Projekt durch Vermietung von Büro- und Atelierräumen im Gebäude. Künftig soll das Gebäude in die Blockbebauung des sog. Plantagenareals integriert werden.
Über das Kunst- und Kreativhaus ist 2015–16 eine zweiteilige Dokumentation (Regie: Kristina Tschesch, Elias Franke) entstanden.

### Zum Gebäude
- Christian Klusemann: Architektur des Rechenzentrums. Lernort-Garnisonkirche.de, 2020. (Link zum Artikel)
- Martin Schmitt: Computernutzung in der DDR. Das VVB maschinelles Rechnen am Beispiel des Potsdamer Rechenzentrums, in: ZeitRäume, hg. v. Frank Bösch und Martin Sabrow. Göttingen: Wallstein, 2020, S. 123–140.
- Atreju Allahverdy/Christian Klusemann: Datenverarbeitungszentrum, in: Christian Klusemann (Hg.): Das andere Potsdam : DDR-Architekturführer ; 26 Bauten und Ensembles aus den Jahren 1949–1990. Berlin: Vergangenheitsverlag, 2016, S. 163–167.
- Nikolaus Joachim Lehmann, Erich Sobeslavsky: Zur Geschichte von Rechentechnik und Datenverarbeitung in der DDR 1946–1968. Selbstverlag, Dresden 1996, ISBN 3-931648-07-9, Digitalisat (PDF; 1,7 MB) Hannah-Arendt-Institut für Totalitarismusforschung
- Paul Sigel, Silke Dähmlow, Frank Seehausen und Lucas Elmenhorst: Architekturführer Potsdam. Dietrich Reimer Verlag, Berlin 2006, ISBN 3-496-01325-7.

### Zum Mosaik
- Elisabeth Schaber: Das rote Weltall. Bildnarrative der Raumfahrt in der visuellen Kultur der DDR. Köln: Böhlau, 2021. (bes. Kap. 4.3.2, S. 231-151 zu Eisels Mosaik)
- Susanne König: Fritz Eisels Mosaik Der Mensch bezwingt den Kosmos am Rechenzentrum in Potsdam. Eine kunsthistorische Kontextualisierung von Ort, Werk und Rezeption. Zeitschrift für Kunstgeschichte, Bd. 83, Heft 1, 2020, S. 91–116. (Link zum Aufsatz)